# Ceretans
Els ceretans o cerretans (llatí: Cerretani, Ceretani o Ceretes; grec antic: Κερρητανοὶ) foren un antic poble que poblà la cara sud del Pirineu durant la protohistòria i l'antiguitat. És probable que fossin de llengua ibèrica, però cal no descartar que la seva llengua fos més pròxima al basc o a l'aquità o que estigués pròximament emparentada amb totes tres. Poblaven l'actual territori de la Cerdanya (la qual els deu el nom) i encontorns, però sembla que s'estenien força més enllà cap a ponent, fins a les Nogueres Pallaresa i Ribagorçana i potser també les valls del Cinca i l'Éssera. Limitaven a ponent amb els iacetans (amb els quals devien estar estretament emparentats) i tal vegada amb els vascons, al sud amb els ilergets i els lacetans i a llevant amb els ausetans i els sòrdons; és possible que els airenosis, els andosins, els bargusis i els ausetans haguessin estat part del poble ceretà.

## Territori
Tradicionalment, hom s'havia limitat a identificar els ceretans amb els antics pobladors de la Cerdanya, partint de la semblança entre els termes Ceretania i Cerdanya i el fet que les fonts antigues els situaven al Pirineu; un dels principals autors a assentar aquesta identificació fou Bosch i Gimpera.
No obstant això, de la lectura dels passatges dels antics que parlen dels ceretans en cal extreure conclusions lleugerament diferents; Entre els autors que els mencionen hi ha Estrabó, Plini el Vell, Ptolemeu, Sili Itàlic, Dió Cassi, Plutarc Esteve de Bizanci i Aviè. De la lectura d'aquests passatges i del fet que el terme cerdà i Cerdanya avui en dia i d'ençà de l'aparició del comtat de Cerdanya s'apliquin a l'altiplà de l'alt Segre, hom en conclou que ocupaven la cara sud del Pirineu oriental i central, de la vall del Segre fins a, possiblement, la vall del Cinca. Serien, això sí, un poble d'alta muntanya, de manera que les terres de la plana prepirenaica serien ja ilergetes. Cal no descartar que els iacetans fossin el mateix poble que els ceretans, o que fossin els més occidentals d'un extens poble pirenaic del qual els ceretans serien els més orientals. En fi, és possible que els airenosis, els andosins, els bargusis i els ausetans haguessin estat part del poble ceretà. Cal no descartar que ceretà fos simplement una etiqueta que aplicaven els romans als pobles de les altes muntanyes dels Pirineus, prenent una part pel tot.
Pel que fa a llurs poblacions, Ptolemeu menciona la població de Iulia Lybica, que cal identificar amb Llívia, i Esteve menciona una població ceretana de nom Βραχύλη 'Brakhýlē', que, atès el caràcter hel·lènic del nom, es pot tractar d'una població mítica. En fi, Plini diu que uns ceretans eren Augustani i uns altres Iuliani, que hom ha posat en relació amb la població de Iulia Lybica.
Durant l'antiguitat tardana, tornen a aparèixer mencionats, quan Julià de Toledo diu que el Castrum Libiae era la capital de la Cirritania, i a l'alta edat mitjana reapareixen: la Cançó de Rotllan menciona una terre Certeine 'terra cerdana' veïna de les terres basques, que cal situar al Pirineu central, i les fonts andalusines del segle x mencionen uns Certaniyyin, Sarataniyyin i Sirtaniyyin que també cal situar al Pirineu central i que cal identificar amb els ceretans.
Ja al segle ix apareix el comtat de Cerdanya, aquesta vegada i definitivament aplicat al territori de l'actual comarca de la Cerdanya. Els topònims Cerdanya (< Ceretania) i Puigcerdà (< Podium Ceretanum) provenen del nom dels antics ceretans, mentre que sembla que no és així en el cas de la població de Ceret, perquè es troba fora de l'antic territori dels ceretans i hi ha impediments morfològics i fonològics per relacionar ambdós mots.

## Adscripció ètnica i lingüística
Les fonts antigues no són clares o són contradictòries pel que fa l'ètnia a què pertanyien. Aviè i Estrabó afirmen que eren ibers i, per tant, cal deduir que parlaven una llengua ibèrica; en canvi, Esteve (recollint una informació que podria provenir d'Hecateu) diu que limitaven amb els ibers, de manera que no ho serien.
La historiografia moderna també dubta: hi ha autors que pensen que serien un poble no ibèric de llengua basca, i es basen en el fet que llur cultura material no és la típica de la resta de pobles ibèrics; mentre que n'hi ha d'altres pensen que el fet que no fessin part d'allò que arqueològicament anomenem civilització ibèrica no vol dir que no fossin de llengua ibèrica, atès que podrien haver romàs al marge dels canvis socioeconòmics de l'edat del ferro però tenir el mateix origen com a poble. És possible que estiguessin emparentats amb els iacetans.
Fos quina fos llur llengua, allò que sabem és que, si més no a la Cerdanya, durant tota l'edat del ferro reberen molt poca influència de l'exterior, a diferència d'allò que s'esdevé a les comarques veïnes del Solsonès, Berguedà i Bages. La iberització (en el sens socioeconòmic del terme) ceretans de la Cerdanya no s'esdevingué fins a les darreres dècades del segle ii aC, poc abans que arribés Roma i la romanització. Si bé la romanització és perceptible ja a partir del segle i aC, hom pensa que llur llengua no degué entrar en procés de desaparició fins a la penetració del cristianisme.

## Història

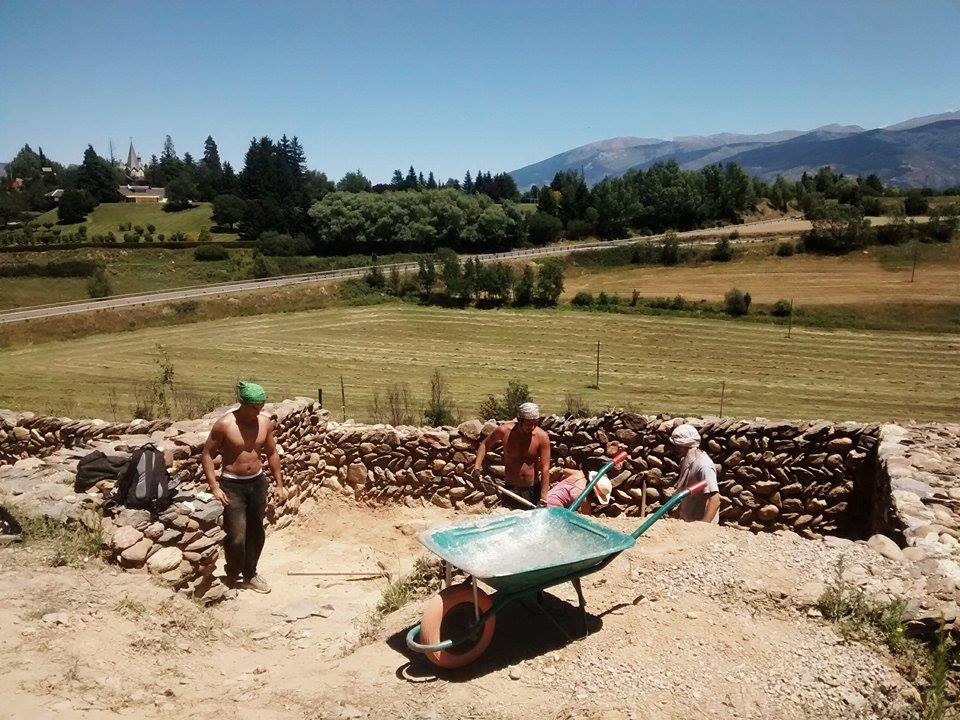
Excavacions al Jaciment Arqueològic del Castellot, a Bolvir

Els ceretans, fossin de l'ètnia que fossin, s'havien mantingut al marge dels canvis socioeconòmics que transformaren la societat ibèrica de l'edat del ferro. Causa d'aquest isolament es devia a la seva localització, a les altes muntanyes del Pirineu. És així que els romans, durant la conquesta d'Hispània, no pararen gaire atenció en aquests pobles muntanyencs, i probablement en un primer moment el domini romà no fou efectiu: és possible que fins i tot els ceretans fossin un poble totalment independent.
Com que, després de la segona Guerra Púnica, en un principi el pla dels romans era solament de sotmetre Hispània, no pararen gaire atenció als Pirineus i els entengueren simplement com una barrera que separava Hispània de la Gàl·lia, ignorant els potencials recursos que podia oferir i la utilitat que podia tenir dominar tots els passos. Això va tenir repercussions després de la conquesta de la Gàl·lia Narbonesa el 123 aC, moment a partir del qual els romans dominaven territori a banda i banda dels Pirineus: llavors resultà que romanien bosses de territori pirinenc no controlades que complicaven el domini d'aquesta regió. Aleshores els romans sí que cobraren interés per controlar els passos de muntanya, i per això calia derrotar aquells que poblaven aquestes zones. En concret, la Cerdanya era clau per unir per la via ràpida les ciutats de Narbo i Ilerda. La importància dels passos muntanyencs ja s'havia demostrat durant la Guerra contra Sertori, qui havia hagut de pagar tribut als ceretans per passar amb l'exèrcit per llur territori (una prova més de la independència de Roma que gaudia aquesta tribu).
Així, Gneu Domici Calví, quan el 39 aC estava de procònsol a Hispània, va dur a terme una guerra contra els ceretans, que altra vegada és possible que fossin del Pirineu central o oriental. Aquesta guerra es degué prolongar un o dos anys; el 36 aC celebrava el triomf per la victòria. Un denari emès per Calví amb la lectura Osca porta a pensar que aquesta ciutat hauria estat el seu quarter d'operacions durant la guerra, fet que indica que els ceretans sotmesos devien ser del Pirineu central. De fet, les fonts diuen que no es va tractar d'una guerra ans d'una revolta, però sembla improbable que els ceretans ja fessin part del territori romà. En fi, és possible que Roma actués amb coordinació a altres zones del Pirineu, per tal com sabem que Agripa combatia contra els aquitans aquelles mateixes dates, amb la mateixa finalitat de tenir tot el Pirineu controlat.
Socioeconòmicament, la romanització es fa evident a l'alt Pirineu, en territori dels ceretans: apareixen assentaments romans en territori ceretà i arriben nous models de producció, que no canvien, això sí, la base ramadera.
Ja durant l'antiguitat tardana, Julià de Toledo conta que Vamba, el rei dels visigots, per travessar els Pirineus va enviar una part de l'exèrcit pel Castrum Libiae, que cal identificar amb Llívia.
A les fonts musulmanes també apareixen els ceretans, referit als pobladors de les altes muntanyes del Pirineu central. Així, l'historiador Al-Udhrí (segle xi) en diu que el riu Ŷalliq (el Gállego) neix a les muntanyes dels Sirtaniyyin, i els esmenta en diverses campanyes que pressuposen que els esmentats habitaven la part occidental del Pirineu; l'historiador Ibn Hayyan també els esmenta. Cal no descartar que es tracti d'un terme genèric que els andalusins aplicaven als habitants de l'alt Pirineu.
En fi, contemporàniament a aquestes mencions a uns ceretans occidentals, als Pirineus orientals naixia el comtat de Cerdanya, que durà, amb interrupcions, fins al 1344, i es reconvertí en la governació del comtat de Cerdanya. Avui en dia la Cerdanya és una comarca.

## Economia
Els ceretans (si més no els de la vall del Segre) tenien un model de producció adaptat al territori d'alta muntanya que habitaven. Es tractava d'un model fonamentat en la ramaderia de transhumància vertical estacional: colonitzaven la plana i la deforestaven per habitar-hi i conrar-hi a l'estiu, mentre enviaven els ramats a l'alta muntanya; i, en canvi, a l'hivern, feien baixar els ramats a la plana. De la importància de la ramaderia en donen fe diversos testimonis d'autors antics que parlen de la bona qualitat dels pernils ceretans.